# 第纳里乌斯

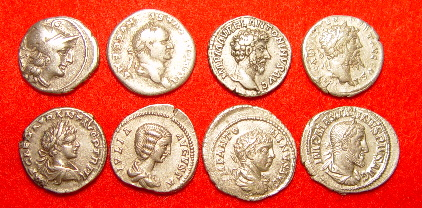
第一排从左到右: c. 157 BC 罗马共和国, c. AD 73 韦斯巴芗, c. 161 馬爾庫斯·奧列里烏斯, c. 194 塞普蒂米乌斯·塞维鲁;
第二排从左到右: c. 199 卡拉卡拉, c. 200 尤利亚·多姆娜, c. 219 埃拉伽巴路斯, c. 236 马克西米努斯·色雷克斯

第纳里乌斯（拉丁語：Denarius），又譯第纳里、第纳留斯，聖經中稱得拿利，在古罗马货币系统中，是从公元前211年开始铸造的小银币。它是流通中最常见的硬币，它逐渐贬值直到被安东尼尼安努斯取代。

## 历史
第纳里乌斯出现在大约前211年的罗马共和国，也就是在第二次布匿战争期间。币重4.5克，也就是大约1/72罗马磅。它只在很短时间内保持这个重量, 在公元前二世纪就减为3.9克（理论上差不多为1/84罗马磅）。它保持在这个重量上直到尼禄统治期。在尼禄统治期后，由于银的贬值，它被减少到3.4克，大约合1/96罗马磅。在公元3世纪后期，后来的罗马皇帝将它贬值到3克。官订比价中，一个第纳里乌斯等于十个阿斯，而第纳里乌斯这一名称的罗马文字意思就是“包含十个”，大约在前141年，它被重定价为16个阿斯，以适应阿斯的减质。迪纳厄斯一直是帝国的主要硬币，直到公元3世纪中期被安东尼尼安努斯取代。这个硬币最后的发行是以青铜硬币的形式于270年至275年间发行。当时是奥勒良皇帝在位，或者戴克里先王朝的第一年。更多细节就参照John R. Melville-Jones撰写的A Dictionary of Ancient Roman Coins(1990)书的'Denarius'条目。

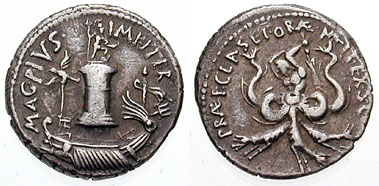
塞克斯图斯·庞培（Sextus Pompeius）. 38-37 BC

## 币值比较和银含量

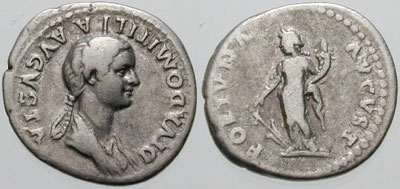
弗拉维娅·多米提拉（Domitilla the Elder或Flavia Domitilla）, 韦斯巴芗的妻子，提圖斯与图密善的母亲。

对于20世纪以前的币值进行一个粗略的比较都是很困难的，因为存在那么多不同的类型的产品，同时也不可能为完全不同的消费比例做出一个精确的价格指数。